# Boa Sorte pra Você
Boa Sorte pra Você é o sétimo álbum da dupla sertaneja Victor & Leo, lançado em 2010. Produzido por Guto Graça Mello e pela própria dupla, o álbum traz 7 canções inéditas, entre elas, a faixa-título "Boa Sorte pra Você", que foi o primeiro single do álbum; e "Rios de Amor", que foi incluída na trilha sonora da telenovela Araguaia, da Rede Globo. Entre as regravações estão "Não Vá pra Califórnia" (do primeiro álbum da dupla), "Retratos Rasgados" (Roupa Nova) e "Nascemos pra Cantar" (Chitãozinho & Xororó). O álbum já vendeu mais de 150.000 cópias.

## Sobre o álbum
O álbum possui 11 faixas, sendo que 6 são músicas totalmente inéditas, duas reatualizações de canções da própria dupla, duas regravações de sucessos de outros cantores e uma versão reggae de uma canção já presente no álbum. O álbum foi produzido por Guto Graça Mello. Já na canção que abre o álbum e lhe dá título, "Boa Sorte pra Você", fica clara a habilidade da dupla cantar as mágoas de amor. Certeza logo reiterada pela música seguinte, "Água de Oceano", reapresentada ao final do álbum em versão reggae. "Não Vá pra Califórnia" foi rebobinada do primeiro álbum da dupla, agora com uma pegada country. Em "Rios de Amor", a letra esboça retrato idealizado da paisagem sertaneja a partir da lembrança de um amor. A música da dupla evoca um sertão romântico, a exemplo de "Mari Mariana", melodiosa canção gravada originalmente pela dupla em seu segundo álbum, Vida Boa. Completando o trio de regravações do álbum, há "Nascemos pra Cantar", de Chitãozinho & Xororó. Com vocais suaves, cantam os amores do sertão, como em "Flor de Campo" (primeira composição de Victor), com felicidade. "Retratos Rasgados" é uma regravação da canção original da banda Roupa Nova, presente no álbum RoupAcústico 2.

## Faixas
Todas as faixas escritas e compostas por Victor Chaves, exceto onde indicado. 
| N.º | Título                                           | Compositor(es)                     | Duração |  |
| 1.  | "Boa Sorte pra Você"                             |                                    | 2:58    |  |
| 2.  | "Água de Oceano"                                 |                                    | 2:32    |  |
| 3.  | "Não Vá pra Califórnia"                          |                                    | 3:09    |  |
| 4.  | "Rios de Amor"                                   |                                    | 2:11    |  |
| 5.  | "Loura de Ouro"                                  |                                    | 2:59    |  |
| 6.  | "Retratos Rasgados"                              | Roupa Nova                         | 3:04    |  |
| 7.  | "Nascemos pra Cantar"                            | Daniel Moore, Chitãozinho & Xororó | 2:55    |  |
| 8.  | "Quando É Amor"                                  |                                    | 2:28    |  |
| 9.  | "Mari Mariana"                                   |                                    | 3:24    |  |
| 10. | "Flor do Campo"                                  |                                    | 3:09    |  |
| 11. | "Água de Oceano (Versão Reggae)" (versão reggae) |                                    | 2:41    |  |

| Críticas profissionais                                                      | Críticas profissionais |
| Avaliações da crítica                                                       | Avaliações da crítica  |
| Fonte                                                                       | Avaliação              |
| --------------------------------------------------------------------------- | ---------------------- |
| BlogNejo                                                                    | (9/10)                 |
| Country Club Music                                                          | (favorável)            |
| Notas Musicais                                                              | [ 3 ]                  |
| Esta tabela precisa de ser acompanhada por texto em prosa. Consulte o guia. |                        |

## Paradas
O álbum estreou na posição número quatro, no CD - TOP 20 Semanal da ABPD na semana de 20 a 26 de Dezembro de 2010.
| Paradas (2010)           | Posição |
| ------------------------ | ------- |
| CD - TOP 20 Semanal ABPD | 4       |